# Aceria clianthi
Aceria clianthi är en spindeldjursart som beskrevs av Lamb 1952. Aceria clianthi ingår i släktet Aceria och familjen Eriophyidae. Inga underarter finns listade i Catalogue of Life.